# Ayeong-myeon
Ayeong-myeon (koreanska: 아영면) är en socken i den södra delen av Sydkorea. Den ligger i kommunen Namwon i provinsen Norra Jeolla, 235 km söder om huvudstaden Seoul.